# Garfield Sobers
Sir Garfield St Aubrun Sobers, AO (* 28. Juli 1936 in Bridgetown, Barbados) ist ein ehemaliger Cricketspieler aus Barbados, der für das Team der West Indies spielte.
Garfield Sobers gilt als der beste All-rounder in der Geschichte des Cricketsports. Im Jahr 2000 wurde er von einer Jury des Wisden Cricketers’ Almanack mit 90 von 100 möglichen Punkten zu einem der fünf besten Cricketspieler des 20. Jahrhunderts gewählt.

## Karriere
Garfield Sobers bestritt insgesamt 93 Begegnungen im Test Cricket. In diesen 93 Begegnungen erzielte er insgesamt 8032 Runs (57,78 Runs pro Wicket). Als Bowler erzielte er in seinen 93 Test Begegnungen 235 Wickets (34,03 Runs pro Wicket). Sein Debüt bei einer Begegnung im Test Cricket feierte er als 17-Jähriger im März 1954 gegen England in Kingston, Jamaika. Seine letzte Begegnung im Test Cricket spielte er im April 1974 in Port of Spain, Trinidad und Tobago, ebenfalls gegen das englische Team. Bei 39 Tests war er Kapitän des West Indies Cricket Teams. Er hielt 37 Jahre lang den Rekord für die meisten erzielten Runs in einem Test Innings. Diesen Rekord (365 Runs), der von Brian Lara später gebrochen wurde, stellte er 1958 gegen Pakistan auf. Sobers spielte auf Klubebene unter anderem für das englische First-Class County Nottinghamshire. Hier gelang ihm als erstem Spieler überhaupt bei einem First-Class Cricket Match, in einem Over den Ball sechs Mal über den Spielfeldrand hinaus zu schlagen (also sechs Mal sechs Punkte zu erzielen).

## Sonstiges
1972 wurde Sobers das Trinity Cross verliehen, die damals höchste Auszeichnung von Trinidad und Tobago. Er wurde für seine Verdienste um den Cricketsport 1975 von Königin Elisabeth II. zum Knight Bachelor geschlagen. Der International Cricket Council vergibt seit 2004 die Sir Garfield Sobers Trophy für den besten Spieler des Jahres. Garfield Sobers war nicht nur als Cricketspieler aktiv. Er spielte für das Nationalteam von Barbados auch Fußball und Basketball. Garfield Sobers war von 1969 bis 1990 mit der Australierin Pru Kirby verheiratet. Aus dieser Ehe hat er zwei Kinder. Seit 1980 besitzt Sobers neben der Staatsbürgerschaft seines Heimatlandes auch die australische Staatsbürgerschaft.